# Carl Heinrich Romberg
Carl Heinrich Romberg, auch Karl Heinrich Romberg (* 19. November 1810 in Neukloster; † 28. Juli 1868 in Picher) war ein deutscher evangelisch-lutherischer Geistlicher und Redakteur.

## Leben
Carl Heinrich Romberg entstammte einer mecklenburgischen Pastorendynastie, die weitläufig mit der Musikerfamilie Romberg verwandt war. Er war ein Sohn des Amtsaktuars Christian Friedrich Johann Romberg (1773–1823) und seiner Frau Elisabeth Eva Caroline, geb. Walter, verwitwete Bartholdi (1778–1851). Der Pastor und Präpositus Hermann Romberg (1821–1887) in Kalkhorst war sein jüngerer Bruder. Martin Romberg und Bernhard Romberg waren seine Neffen. Johannes Romberg war sein Cousin. 
Er studierte Evangelische Theologie an der Universität Jena und ab Mai 1830 an der Universität Rostock. Wie fast alle angehenden Geistlichen seiner Zeit war er zunächst als Hauslehrer in Groß Strömkendorf (Blowatz) tätig.

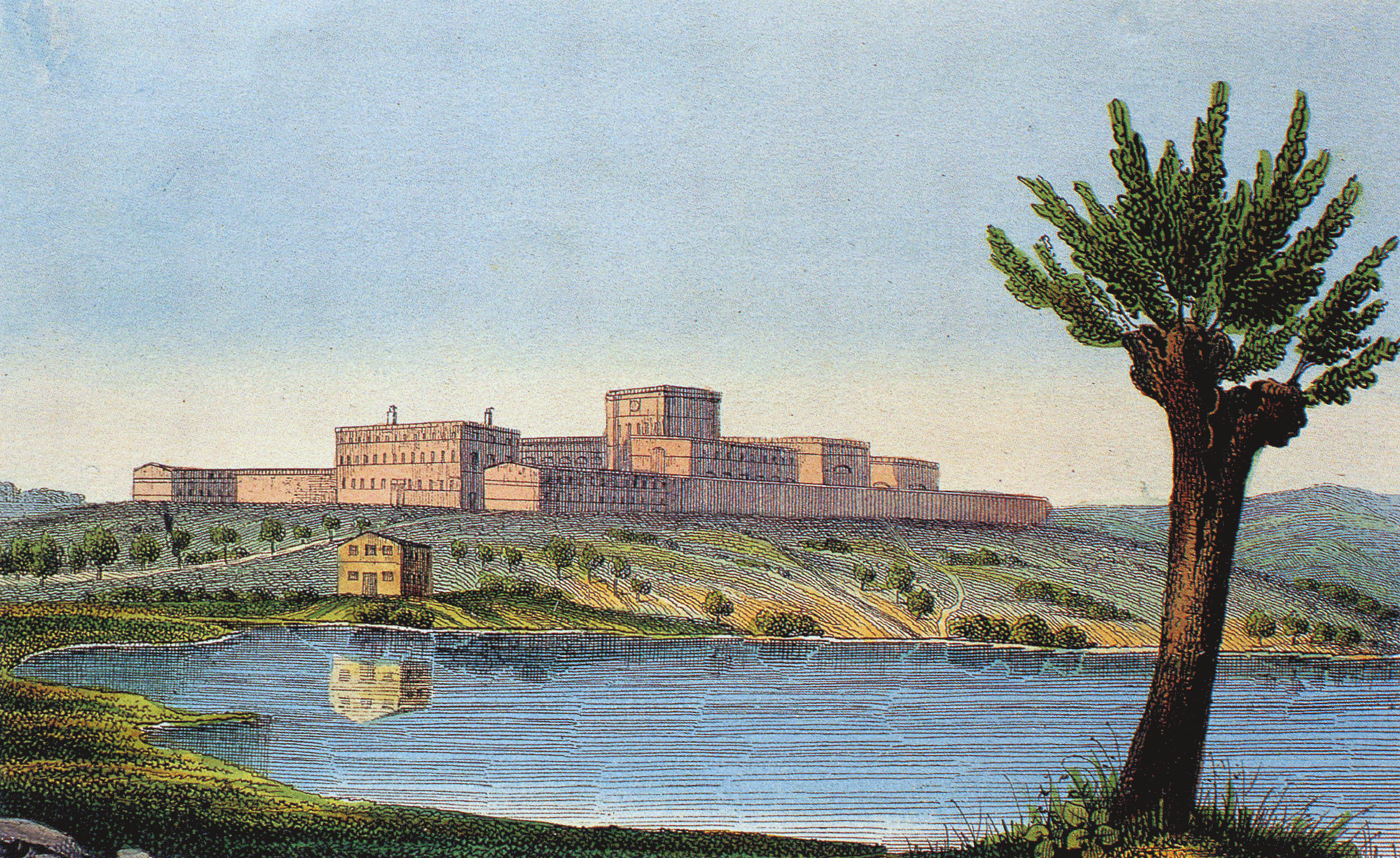
Strafanstalt Dreibergen um 1845

1845 wurde er zum Pastor der Strafanstalt Dreibergen berufen. Hier setzte er sich 1847 gemeinsam mit dem Oberinspektor der Anstalt August Ehlers dafür ein, einigen Sträflingen die Auswanderung in die USA zu ermöglichen bzw. sie dorthin abzuschieben. Ab dem 1. Oktober 1854 war er Pastor in Picher.  
Romberg verteidigte während und nach der Revolution in Mecklenburg (1848) vehement die alte Ordnung gegen den „Demokratenteufel“. Von ihrer Gründung 1851 bis 1863 war er Redakteur der Zeitschrift Mecklenburgisches Volksblatt für Stadt und Land. Dieses war „vom Gefühl des Sieges über Revolution und Rationalismus erfüllt“, was sich unter anderem 1856 in seiner Parteinahme gegen Michael Baumgarten zeigte.
Romberg war zunächst seit 1846 verheiratet mit Luise Christian Dorothea, geb. Schmidt, die noch im selben Jahr starb. In zweiter Ehe heiratete er am 5. Oktober 1849 Auguste Friederike Sophie Margareta Elisabeth, geb. Walter. Zu den Kindern des Paares zählten die Pastoren Gotthard Romberg (1854–1926) und Julius Romberg (1858–1933).

## Schriften
- Was ist zu halten von den Lehren der Demokraten? 1849
- Die Demokraten, die Liberalen und die Conservativen, charakterisiert von Pastor Romberg. Bützow: Werner 1850